# سباستین راستر
سباستین راستر (انگلیسی: Sébastien Ruster؛ زادهٔ ۶ سپتامبر ۱۹۸۲) بازیکن فوتبال اهل فرانسه است.
از باشگاه‌هایی که در آن بازی کرده‌است می‌توان به باشگاه فوتبال سوئیندون تاون و باشگاه فوتبال کن اشاره کرد.